# ماتالبراس
ماتالبراس (به اسپانیایی: Matalebreras) یک دهستان در اسپانیا است که در سریا واقع شده‌است.

## خصوصیات
ماتالبراس ۴۱ کیلومترمربع مساحت و ۱۱۸ نفر جمعیت دارد.